# Л’Иль-сюр-ла-Сорг (кантон)
Л’Иль-сюр-ла-Сорг (фр. L'Isle-sur-la-Sorgue) — кантон во Франции, находится в регионе Прованс — Альпы — Лазурный Берег. Департамент кантона — Воклюз. Входит в состав округа Авиньон. Население кантона на 2006 год составляло 39419 человек.
Код INSEE кантона — 84 13. Всего в кантон Л’Иль-сюр-ла-Сорг входят 9 коммун, из них главной коммуной является Л'Иль-сюр-ла-Сорг.

## Коммуны кантона
| Коммуна                  | Население | Почтовый индекс | Код INSEE |
| ------------------------ | --------- | --------------- | --------- |
| Кабрьер-д’Авиньон        | 1422      | 84220           | 84025     |
| Шатонёф-де-Гадань        | 2838      | 84470           | 84036     |
| Фонтен-де-Воклюз         | 610       | 84800           | 84139     |
| Л'Иль-сюр-ла-Сорг        | 16.971    | 84800           | 84054     |
| Жонкеретт                | 1236      | 84450           | 84055     |
| Лань                     | 1473      | 84800           | 84062     |
| Сен-Сатюрнен-лез-Авиньон | 3835      | 84450           | 84119     |
| Соман-де-Воклюз          | 684       | 84800           | 84124     |
| Ле-Тор                   | 6619      | 84250           | 84132     |